# 1-800-273-8255
«1-800-273-8255» — третий сингл американского рэпера Logic с его третьего студийного альбома Everybody. Песня была записана совместно с певицей Алессией Карой и певцом Халидом. Сингл был издан 28 апреля 2017 года. Название песни, «1-800-273-8255» — телефонный номер американской национальной телефонной линии по предотвращению самоубийств. Соавторами песни стали сами исполнители, а также участник группы The Chainsmokers Эндрю Таггарт. Песня номинирована на премию «Грэмми»-2018 в категории Лучшая песня.

## Информация о песне
В интервью для сайта Genius Logic рассказал, что текст песни написан от имени человека, желающего совершить самоубийство и звонящего на горячую линию по предотвращению самоубийств; идея песни пришла к нему во время одного из концертных туров и общения с поклонниками, которые заявляли, что его музыка буквально спасла им жизнь, хотя он «вовсе и не пытался спасать чью-то жизнь», но тогда пришло и осознание «…силы, которой я обладаю как исполнитель со своим голосом. Я даже не пытался спасти вашу жизнь. А что случится, если я на самом деле попробую её спасти?»
Видеоклип к песне появился 17 августа 2017 года. Режиссёром клипа стал Энди Хайнс, в центре сюжета видео находится молодой человек, готовый совершить самоубийство из-за неприятия родными и окружающими его сексуальной ориентации. В качестве камео в клипе появились актёры Кой Стюарт, Нолан Гоулд, Дон Чидл, Луис Гусман и Мэттью Модайн.
По информации от американской национальной телефонной линии по предотвращению самоубийств за три недели после выхода сингла количество звонков на горячую линию возросло на 27 %, количество посетителей сайта линии возросло с 300 до 400 тысяч. В ночь после окончания вручения премии MTV Video Music Awards 2017, во время которой прошло выступление Logic, Алессии Кары и Khalid, а также речи певицы Кеши, представившей песню и исполнителей, количество звонков на горячую линию возросло на 50 %.
13 октября вышел испанский ремикс песни, созданный при участии колумбийского певца Хуанеса.

## Позиции в чартах
«1-800-273-8255» дебютировала на 61 месте хит-парада Billboard Hot 100 и 67 в Canadian Hot 100.
| Чарт (2017)                           | Наивысшая позиция |
| ------------------------------------- | ----------------- |
| Австралия (ARIA)                      | 5                 |
| Urban (ARIA)                          | 1                 |
| Австрия (Ö3 Austria Top 40)           | 42                |
| Бельгия/Фландрия (Ultratop 50)        | 40                |
| Бельгия/Фландрия (Ultratop Urban)     | 8                 |
| Бельгия/Валлония (Ultratop 50)        | 17                |
| Канада (Billboard Canadian Hot 100)   | 6                 |
| Чехия (Singles Digitál Top 100)       | 17                |
| Tracklisten                           | 2                 |
| Финляндия (Suomen virallinen lista)   | 15                |
| SNEP                                  | 99                |
| Германия (GfK)                        | 45                |
| Венгрия (Stream Top 40)               | 26                |
| IRMA                                  | 9                 |
| FIMI                                  | 65                |
| Latvijas Top 40                       | 36                |
| RIM                                   | 19                |
| Нидерланды (Dutch Top 40)             | 23                |
| Нидерланды (Single Top 100)           | 23                |
| Recorded Music NZ                     | 6                 |
| VG-lista                              | 8                 |
| Philippine Hot 100                    | 47                |
| Португалия (AFP)                      | 6                 |
| Шотландия (OCC Scotland)              | 20                |
| Словакия (Singles Digitál Top 100)    | 20                |
| PROMUSICAE                            | 93                |
| Sverigetopplistan                     | 4                 |
| Швейцария (Schweizer Hitparade)       | 50                |
| Великобритания (OCC UK Singles)       | 9                 |
| США (Billboard Hot 100)               | 3                 |
| США (Billboard Adult Contemporary)    | 26                |
| США (Billboard Adult Pop Airplay)     | 22                |
| США (Billboard Hot R&B/Hip-Hop Songs) | 2                 |
| США (Billboard Pop Airplay)           | 3                 |
| США (Billboard Rhythmic)              | 3                 |

## Сертификации
| Регион                                                                      | Сертификация  | Продажи   |
| --------------------------------------------------------------------------- | ------------- | --------- |
| Австралия (ARIA)                                                            | 3× Платиновый | 210 000   |
| Бельгия (BEA)                                                               | Золотой       | 10 000    |
| Канада (Music Canada)                                                       | 5× Платиновый | 400 000   |
| Дания (IFPI Danmark)                                                        | 2× Платиновый | 180 000   |
| Франция (SNEP)                                                              | Золотой       | 66 666    |
| Германия (BVMI)                                                             | Золотой       | 200 000   |
| Италия (FIMI)                                                               | Платиновый    | 50 000    |
| Новая Зеландия (RMNZ)                                                       | Платиновый    | 30 000    |
| Польша (ZPAV)                                                               | Платиновый    | 50 000    |
| Португалия (AFP)                                                            | Платиновый    | 10 000    |
| Великобритания (BPI)                                                        | 2× Платиновый | 1 200 000 |
| США (RIAA)                                                                  | 8× Платиновый | 8 000 000 |
| Данные о продажах + прослушиваниях приведены только на основе сертификации. |               |           |